# Warburton (Australia)
Warburton, también conocido como Warburton Ranges, es un pueblo y una comunidad aborigen australiana en el estado de Australia Occidental. Se encuentra al sur del Desierto de Gibson y sobre la Gran Carretera Central (también conocida como la "Carretera del Outback") y la Carretera Gunbarrel. Según el censo de 2006, Warburton tenía una población de 571 habitantes.

## Historia
Una investigación de la Australian Broadcasting Corporation indicó que:

Los pueblos aborígenes del desierto occidental eran nómadas, y se trasladaban de un lugar a otro en búsqueda de agua y comida. Esto cambió con la llegada de misioneros y el inicio de los asentamientos en Warburton en 1933.

Para 1954, entre 500 y 700 aborígenes vivían en Warburton. Los niños se quedaban en el hogar de niños y eran enviados a la escuela en donde se les enseñaba inglés, una política que contribuyó al quebrantamiento de la cultura tradicional. A las mujeres y a las niñas se les enseñaba a coser y cocinar, mientras que los hombres hacían dinero recolectando cueros de dingo o trabajando como esquiladores o albañiles para la misión. Una mina de cobre cercana atrajo incluso más personas al asentamiento y para los años 1970 los últimos pueblos nómadas ya habían dejado el desierto.

El asentamiento ha sido una misión aborigen desde 1934, cuando Will Wade, su esposa y sus hijos establecieron la misión bajo los auspicios de la UAM (United Aborigines Mission). Recibió su nombre en honor a Peter Warburton, el primer europeo en cruzar el Gran Desierto Arenoso.
ABC añadió:

En 1973, la United Aborigines Mission entregó el control de la localidad de Warburton a los aborígenes, y la responsabilidad sobre el desarrollo económico fue tomada por la Aboriginal Affairs Planning Authority del gobierno estatal de Australia Occidental. Desde entonces, Warburton ha trabajado bajo la autoridad del Concejo Ngaanyatjarra.

El pueblo sufrió una inundación en febrero de 2011. Los niveles de agua en algunas partes del pueblo llegaron hasta los 2 metros, resultando en la evacuación de 60 casas. El agua fluyó a través de 15 hogares hasta una altura de 30 cm y dos personas tuvieron que ser rescatadas de un vehículo 4WD al cual el agua le había llegado hasta la altura de las ventanas.

## Geografía
Warburton es el centro de una muy extensa reserva aborigen, Ngaanyatjarra, la cual está muy aislada, y se extiende hasta el este en la frontera con el Territorio del Norte. En esa zona, el siguiente asentamiento importante es Yulara, cerca de Uluru. El pueblo más cercano es Laverton, 560 km al oeste de la Gran Carretera Central.
Warburton se encuentra sobre el Arroyo Elder.
Las áreas aledañas a Warburton continúan siendo de interés para la exploración minera, especialmente para la explotación de cobre y níquel, aunque también para la extracción de uranio y oro.

## Planificación urbana
El Plano N.º 1 de Warburton fue elaborado según las Políticas de Planificación Estatal 3.2 de Comunidades Aborígenes, y recibió el apoyo de la comunidad el 9 de diciembre de 2003 y de la WAPC el 29 de junio de 2004.

## Clima
El clima ha sido registrado en la Pista de Aterrizaje de Warburton desde 1940. Enero es el mes más caliente del año, con una temperatura alta promedio de 38 grados Celcius (100,4 °F) y una mínima durante la noche de 22,9 °C (73,2 °F). Julio es el mes más frío, con temperaturas máximas promedio de 20,7 °C (69,3 °F) y mínimas de 5,7 °C (42,3 °F).
La precipitación promedio anual es de 246,8 mm, con febrero siendo el mes más húmedo y septiembre el mes más seco. Es por esto que Warburton es afectado más directamente por los sistemas de tormentas tropicales del norte de Australia que de los frentes fríos que traen lluvias que llegan a Australia desde la Antártida.
| Parámetros climáticos promedio de Warburton Airfield (1940-2013) | Parámetros climáticos promedio de Warburton Airfield (1940-2013) | Parámetros climáticos promedio de Warburton Airfield (1940-2013) | Parámetros climáticos promedio de Warburton Airfield (1940-2013) | Parámetros climáticos promedio de Warburton Airfield (1940-2013) | Parámetros climáticos promedio de Warburton Airfield (1940-2013) | Parámetros climáticos promedio de Warburton Airfield (1940-2013) | Parámetros climáticos promedio de Warburton Airfield (1940-2013) | Parámetros climáticos promedio de Warburton Airfield (1940-2013) | Parámetros climáticos promedio de Warburton Airfield (1940-2013) | Parámetros climáticos promedio de Warburton Airfield (1940-2013) | Parámetros climáticos promedio de Warburton Airfield (1940-2013) | Parámetros climáticos promedio de Warburton Airfield (1940-2013) | Parámetros climáticos promedio de Warburton Airfield (1940-2013) |
| Mes                                                              | Ene.                                                             | Feb.                                                             | Mar.                                                             | Abr.                                                             | May.                                                             | Jun.                                                             | Jul.                                                             | Ago.                                                             | Sep.                                                             | Oct.                                                             | Nov.                                                             | Dic.                                                             | Anual                                                            |
| ---------------------------------------------------------------- | ---------------------------------------------------------------- | ---------------------------------------------------------------- | ---------------------------------------------------------------- | ---------------------------------------------------------------- | ---------------------------------------------------------------- | ---------------------------------------------------------------- | ---------------------------------------------------------------- | ---------------------------------------------------------------- | ---------------------------------------------------------------- | ---------------------------------------------------------------- | ---------------------------------------------------------------- | ---------------------------------------------------------------- | ---------------------------------------------------------------- |
| Temp. máx. abs. (°C)                                             | 47.7                                                             | 45.5                                                             | 43.5                                                             | 39.3                                                             | 35.7                                                             | 30.0                                                             | 31.0                                                             | 33.8                                                             | 40.0                                                             | 43.1                                                             | 44.4                                                             | 45.5                                                             | 47.7                                                             |
| Temp. máx. media (°C)                                            | 38.0                                                             | 36.5                                                             | 33.9                                                             | 29.3                                                             | 24.3                                                             | 20.7                                                             | 20.7                                                             | 23.1                                                             | 27.9                                                             | 31.6                                                             | 34.3                                                             | 36.6                                                             | 29.7                                                             |
| Temp. mín. media (°C)                                            | 22.9                                                             | 22.1                                                             | 19.9                                                             | 15.1                                                             | 10.4                                                             | 6.4                                                              | 5.7                                                              | 7.1                                                              | 11.2                                                             | 15.5                                                             | 18.5                                                             | 21.3                                                             | 14.7                                                             |
| Temp. mín. abs. (°C)                                             | 13.9                                                             | 13.0                                                             | 9.0                                                              | 3.3                                                              | 0.0                                                              | -1.8                                                             | -5.0                                                             | -3.0                                                             | 0.0                                                              | 5.0                                                              | 9.0                                                              | 9.1                                                              | -5.0                                                             |
| Lluvias (mm)                                                     | 28.5                                                             | 36.7                                                             | 31.4                                                             | 18.0                                                             | 15.2                                                             | 17.6                                                             | 12.9                                                             | 9.8                                                              | 5.7                                                              | 14.8                                                             | 24.7                                                             | 31.5                                                             | 246.8                                                            |
| Días de lluvias (≥ 0.2mm)                                        | 4.2                                                              | 4.2                                                              | 3.9                                                              | 3.1                                                              | 3.2                                                              | 3.2                                                              | 3.0                                                              | 2.1                                                              | 1.7                                                              | 2.9                                                              | 4.0                                                              | 5.0                                                              | 40.5                                                             |
| Fuente: Bureau of Meteorology                                    |                                                                  |                                                                  |                                                                  |                                                                  |                                                                  |                                                                  |                                                                  |                                                                  |                                                                  |                                                                  |                                                                  |                                                                  |                                                                  |

## Población
La demografía de la población probablemente sea la misma que la información general recolectada del Shire de Ngaanyatjarraku en el censo de 2006.
El censo de 2001 indicaba una población de 571 residentes, 91,1% de los cuales eran aborígenes australianos.

## Infraestructura
Warburton se encuentra en el Shire de Ngaanyatjarraku. Información para viajeros y sobre turismo puede ser encontrada en su sitio web. El pueblo cuenta con una pista de aterrizaje, una tienda comunitaria, una clínica, una escuela, un centro juvenil, una piscina al aire libre, un campo deportivo, una galería y cafetería (abierta los domingos por la mañana), y una casa rodante. El pueblo es cubierto por el servicio de Australia Post (correo) y el Flying Doctor Service.
El Centro Creativo de Wilurarra es un centro comunitario que es activado por un programa anual, para personas jóvenes entre 17 y 30 años. Dentro del Centro Creativo de Wilurarra las personas trabajan en una variedad de disciplinas que incluyen música, moda, prácticas culturales y de tierra, medios digitales, medios impresos y arte.
El centro fue construido en 1994, el primer estudio de grabación musical dedicado en la región de Ngaanyatjarra, y sus programas han cubierto varias formas de arte y culturales e involucrado a muchos miembros de la comunidad. En 2007, un video producido por artistas jóvenes de Warburton, Nerida Lane y Prudence Andy, ganó el prestigioso Premio Heywire. El centro está basado en el empoderamiento, la igualdad y la colaboración. Wilurarra también utiliza a YouTube El estudio y sus programas son financiados por Departamento del Fiscal Federal.
La galería de arte local exhibe artesanías y pinturas aborígenes de las compañías de artistas Warakurna, Papalunkutja, Kayili; los Tejedores Tjanpi y el Centro Creativo de Wilurarra. El Proyecto de Arte de Warburton fue iniciado en 1990 para preserver la tradición y cultura local.
El Ngaanyatjarra Community College abrió sus puertas en agosto de 1996 para proveer un amplio rango de opciones en educación para adultos. El único servicio ofrecido actualmente por centro educativo es un telecentro.
Warburton es una comunidad "seca", en donde el uso e importación de alcohol están prohibidos según las leyes locales.
Los turistas y visitantes que pasan por la zona necesitan un permiso especial del gobierno de Ngaanyatjarra para poder transitar por allí y utilizar las carreteras.

## Cultura local
Los aborígenes de Warburton pertenecen al Bloque Cultural del Desierto Occidental. También se encuentra en el área del movimiento artístico de Papunya Tula: "El surgimiento de pinturas de 'motas' por parte de hombres aborígenes de los desiertos occidentales de Australia central a principios de los años 1970 ha sido llamado el movimiento artístico más grande del siglo veinte". El idioma principal es el ngaanyatjarra.  Según el censo de 2006, inglés era el único idioma hablado en casa por 9,2% de los aborígenes que normalmente residían en Warburton, mientras que ngaanyatjarra (78,5%) y wangkatha (2,3%) eran los únicos otros dos idiomas aborígenes hablados. Wangkatha es una identidad grupal y un dialecto principalmente asociado con Kalgoorlie-Boulder, Laverton y las áreas entre estos.  Se originó con el traslado forzoso y las mezclas diversas entre grupos en la misión de Mt. Margaret.